# Bonzée
Bonzée és un municipi francès situat al departament del Mosa i a la regió del Gran Est. L'any 2007 tenia 368 habitants.

## Demografia

### Població
El 2007 la població de fet de Bonzée era de 368 persones. Hi havia 146 famílies, de les quals 32 eren unipersonals (8 homes vivint sols i 24 dones vivint soles), 45 parelles sense fills, 65 parelles amb fills i 4 famílies monoparentals amb fills.
La població ha evolucionat segons el següent gràfic:
Habitants censats

### Habitatges
El 2007 hi havia 175 habitatges, 143 eren l'habitatge principal de la família, 22 eren segones residències i 10 estaven desocupats. 163 eren cases i 12 eren apartaments. Dels 143 habitatges principals, 118 estaven ocupats pels seus propietaris, 20 estaven llogats i ocupats pels llogaters i 5 estaven cedits a títol gratuït; 4 tenien dues cambres, 10 en tenien tres, 26 en tenien quatre i 103 en tenien cinc o més. 111 habitatges disposaven pel capbaix d'una plaça de pàrquing. A 69 habitatges hi havia un automòbil i a 64 n'hi havia dos o més.

### Piràmide de població
La piràmide de població per edats i sexe el 2009 era:
| Homes | Edats   | Dones |
| ----- | ------- | ----- |
| 0     | 95 o +  | 0     |
| 0     | 90 a 94 | 0     |
| 0     | 85 a 89 | 0     |
| 4     | 80 a 84 | 4     |
| 4     | 75 a 79 | 8     |
| 20    | 70 a 74 | 12    |
| 12    | 65 a 69 | 8     |
| 4     | 60 a 64 | 8     |
| 8     | 55 a 59 | 4     |
| 12    | 50 a 54 | 12    |
| 8     | 45 a 49 | 8     |
| 20    | 40 a 44 | 28    |
| 4     | 35 a 39 | 4     |
| 24    | 30 a 34 | 12    |
| 4     | 25 a 29 | 8     |
| 8     | 20 a 24 | 12    |
| 12    | 15 a 19 | 8     |
| 16    | 10 a 14 | 20    |
| 8     | 5 a 9   | 8     |
| 24    | 0 a 4   | 8     |

## Economia
El 2007 la població en edat de treballar era de 237 persones, 180 eren actives i 57 eren inactives. De les 180 persones actives 166 estaven ocupades (83 homes i 83 dones) i 12 estaven aturades (9 homes i 3 dones). De les 57 persones inactives 19 estaven jubilades, 18 estaven estudiant i 20 estaven classificades com a «altres inactius».

### Ingressos
El 2009 a Bonzée hi havia 150 unitats fiscals que integraven 381,5 persones, la mediana anual d'ingressos fiscals per persona era de 18.816 €.

### Activitats econòmiques
Dels 12 establiments que hi havia el 2007, 1 era d'una empresa de fabricació d'altres productes industrials, 1 d'una empresa de construcció, 2 d'empreses de comerç i reparació d'automòbils, 1 d'una empresa d'hostatgeria i restauració, 2 d'empreses de serveis, 4 d'entitats de l'administració pública i 1 d'una empresa classificada com a «altres activitats de serveis».
Dels 2 establiments de servei als particulars que hi havia el 2009, 1 era un electricista i 1 restaurant.
L'any 2000 a Bonzée hi havia 14 explotacions agrícoles que ocupaven un total de 462 hectàrees.

## Poblacions més properes
El següent diagrama mostra les poblacions més properes.